# Pardosella maculata
Pardosella maculata är en spindelart som beskrevs av Lodovico di Caporiacco 1941. Pardosella maculata ingår i släktet Pardosella och familjen vargspindlar.
Artens utbredningsområde är Etiopien. Inga underarter finns listade i Catalogue of Life.